# Équipe d'Anguilla féminine de football
Cet article traite de l'équipe féminine. Pour l'équipe masculine, voir Équipe d'Anguilla de football.
Maillots
L'équipe d'Anguilla féminine de football est l'équipe nationale qui représente l'Anguilla dans les compétitions internationales de football féminin. Elle est gérée par la Fédération d'Anguilla de football.
Anguilla n'a jamais disputé une phase finale d'une compétition majeure de football féminin, que ce soit le Championnat féminin de la CONCACAF, la Coupe du monde ou les Jeux olympiques.

## Histoire
Anguilla a disputé les qualifications du Championnat féminin de la CONCACAF 2010, et est éliminé au premier tour de qualification de la zone Caraïbe.